# Тхэчхон
Тхэчхон (кор. 태천군?, 泰川郡?) — уезд (кун) в КНДР, входящий в состав северо-западной провинции Пхёнан-Пукто.

## География
Расположен в центрадльной части провинции Пхёнан-Пукто. На севере Тхэчхон граничит с уездами Тэгван и Тончхан. На западе от него находится уезд Куджан, на юге — уезды Пакчхон и Унчхон, оба — в провинции Пхёнан-Пукто. На востоке от Тхэчхона лежат уезды Унджон и Нёнбён.
Природный ландшафт уезда Тхэчхон представляет собой преимущественно горную местность. Наиболее высокими являются горы Пинандок в восточной его части. Наивысшая точка — гора Самгаксан (삼각산, 936 м) на севере уезда. Здесь протекает река Тэрон и впадающие в неё реки Чхонбан и Чхансон.

## Климат и экономика
Среднегодовая температура на территории уезда лежит около +8,5 °C, в январе она опускается до −10 °C и в августе может подниматься до 23,8 °C. Климат относительно влажный, годовое количество осадков ок. 1.338 mm. 64 % всех земель уезда занимают леса, а в сельском хозяйстве используются лишь 30 % территории.
Основой экономики уезда является горнодобывающая и лесная промышленность. В уезде разрабатываются месторождения золота и графита. Из сельскохозяйственных культур в Тхэчхоне выращивают кукурузу — по этой сельхозкультуре уезд занимает ведущее место в КНДР, а также рис, табак и различные виды овощей. Широко развито животноводство, а также шелководство .
Через территорию уезда проходит железнодорожная линия Кусон — Куджан.
В области высшего образования следует упомянуть Тхэчхонскую техническую школу.